# Casa de Henry Clay Frick
La casa de Henry Clay Frick fue la residencia del industrial y mecenas del arte Henry Clay Frick en Nueva York (Estados Unidos). La mansión está ubicada entre las calles 70 y 71 y la Quinta Avenida en el Upper East Side de Manhattan. Fue construida en 1912-1914 por Thomas Hastings de Carrère y Hastings. Se transformó en un museo a mediados de la década de 1930 y alberga la Colección Frick y la Frick Art Reference Library.. La casa y la biblioteca fueron designadas como Monumento Histórico Nacional en 2008 por su importancia en las artes y la arquitectura como un depósito importante de una colección de arte de la Gilded Age.

## Historia

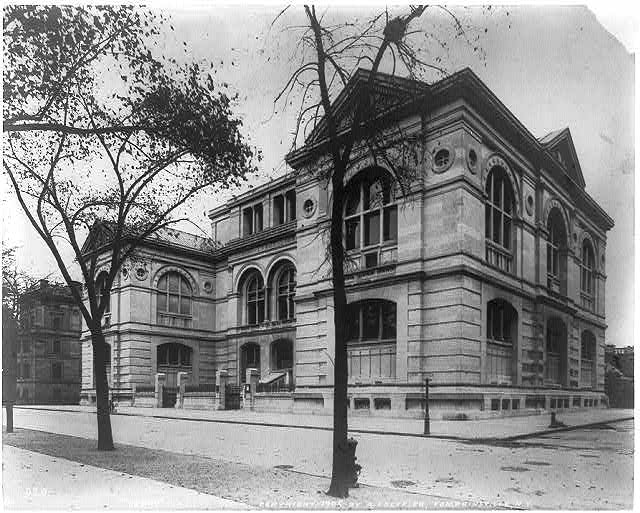
El inmueble fue originalmente la ubicación de la Biblioteca Lenox de 1877 a 1912.

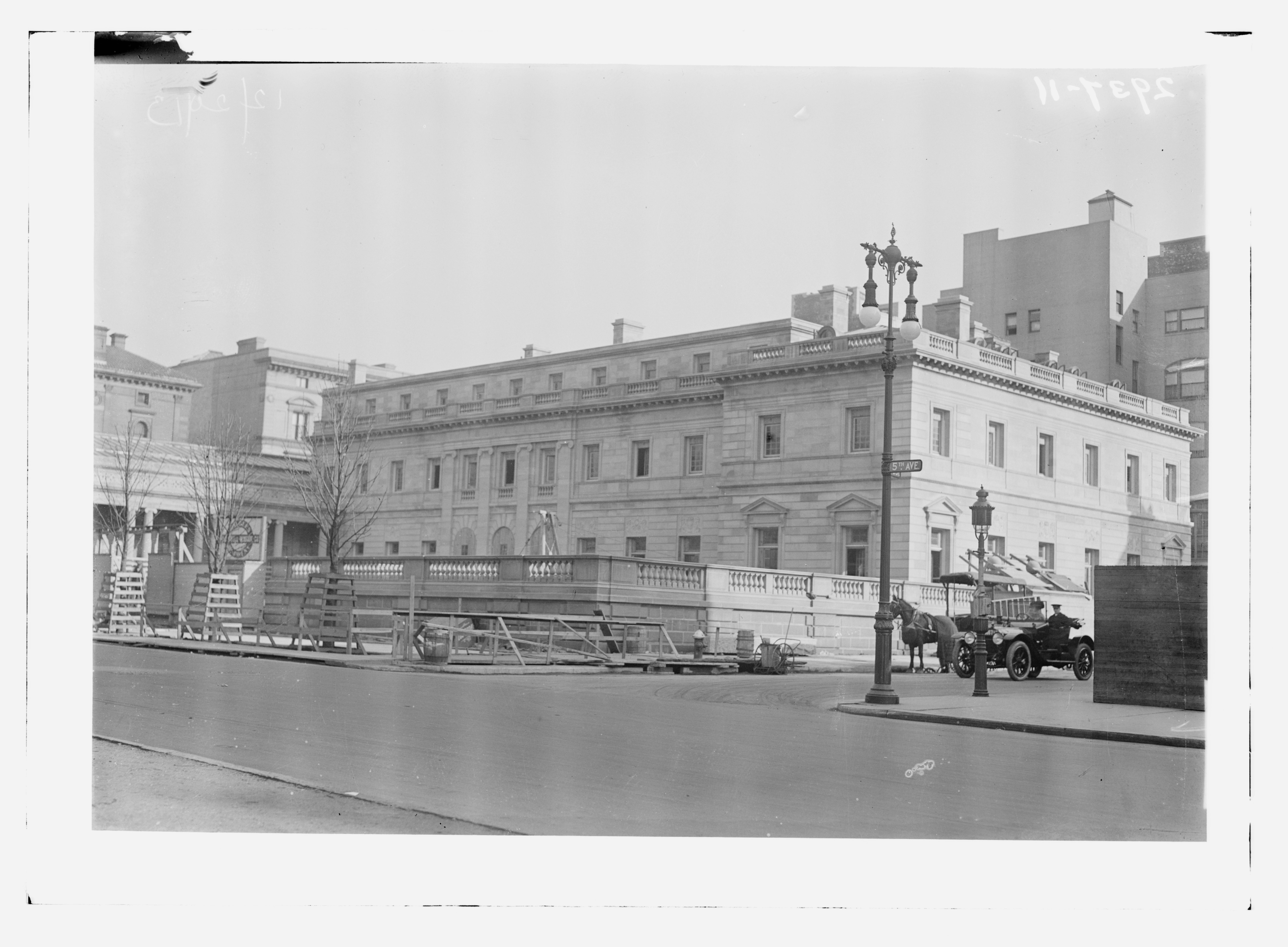
La casa poco antes de su finalización en 1913.

Después de que la sociedad comercial de Frick con Andrew Carnegie comenzó a deshacerse, comenzó a pasar menos tiempo en Pittsburgh y pronto estableció residencias adicionales en Nueva York y Massachusetts. En 1905, Frick alquiló la casa Vanderbilt en 640 Fifth Avenue. Él y su familia permanecieron allí durante los siguientes nueve años. En ese momento, casi todos los edificios de la Quinta Avenida sobre la calle 59 eran mansiones privadas, con algunos clubes privados y un hotel. La mansión Andrew Carnegie también estaba ubicada en la Quinta Avenida en la calle 91. No está definitivamente establecido si Frick decidió establecerse en la misma avenida debido a Carnegie. Comenzó a buscar un lugar permanente para establecer su residencia y se interesó por la parcela en la Quinta Avenida entre las calles 70 y 71, que era el sitio de la Biblioteca Lenox. El edificio albergaba la colección privada del filántropo James Lenox y fue diseñado por el arquitecto neoyorquino Richard Morris Hunt en estilo neogriego.
La biblioteca sufría económicamente, lo que permitió a Frick adquirir el terreno en el verano de 1906 por 2,47 millones de dólares. Cuatro meses después, añadió una parcela adicional de tierra que se extendía unos 15 m al este a través del bloque. Debido a las restricciones impuestas al uso del sitio de la biblioteca, Frick no pudo tomar el título del terreno hasta 1912, cuando las colecciones de Lenox se incorporaron y se trasladaron a la nueva sucursal principal de la Biblioteca Pública de Nueva York en la Quinta Avenida y la calle 42. El edificio de la biblioteca fue posteriormente demolido ese año.
Inicialmente, Frick buscó diseños de Daniel Burnham, quien fue el arquitecto del edificio Frick en el centro de Pittsburgh. Burnham presentó un diseño para un palazzo italiano del siglo XVIII. Finalmente, encargó al arquitecto Thomas Hastings de la reconocida firma Carrère and Hastings que diseñara y construyera su residencia. Hastings diseñó una mansión de tres pisos en la arquitectura Beaux-Arts. La construcción tuvo lugar entre 1912 y 1914. El material utilizado para el exterior y partes del interior de la mansión es piedra caliza de Indiana.
Frick, junto con su esposa Adelaide Howard Childs y su hija Helen Clay Frick, se mudaron en noviembre de 1914. El interior no se completó hasta 1916 y la gran colección de arte se mudó. Su hijo Childs Frick se había casado con Frances Shoemaker Dixon a finales de 1913 y, en consecuencia, nunca residió en la casa.
En el momento de la muerte de Henry Clay Frick en 1919, dejó su casa y todo su contenido, incluido el arte, los muebles y los objetos decorativos, como museo para el público. Su familia siguió viviendo en la casa hasta que murió su esposa. Parte de la documentación fotográfica más antigua del interior fue tomada en 1927 por el fotógrafo Ira W. Martin de la Frick Art Reference Library. Cuatro años más tarde, después de que se tomaron estas fotografías de la muerte de Adelaide Frick, los fideicomisarios de la colección comenzaron la transformación de la casa en un museo. La colección se abrió al público en 1935.
Aproximadamente un tercio de las fotografías de la colección se han adquirido desde el fallecimiento de los Frick. El edificio en sí se ha ampliado tres veces en 1931-1935, 1977 y en 2011, lo que ha modificado la apariencia original de la casa. John Russell Pope convirtió el antiguo patio exterior en el Garden Court cerrado, y demolió la puerta cochera para dar paso a una entrada pública, ahora conocida como Hall de entrada. La oficina de Henry Frick en la planta baja también fue demolida para dar paso a la Sala Oval. La East Gallery y la Sala de Música también son adiciones posteriores que no formaban parte de la casa original.

## Diseño

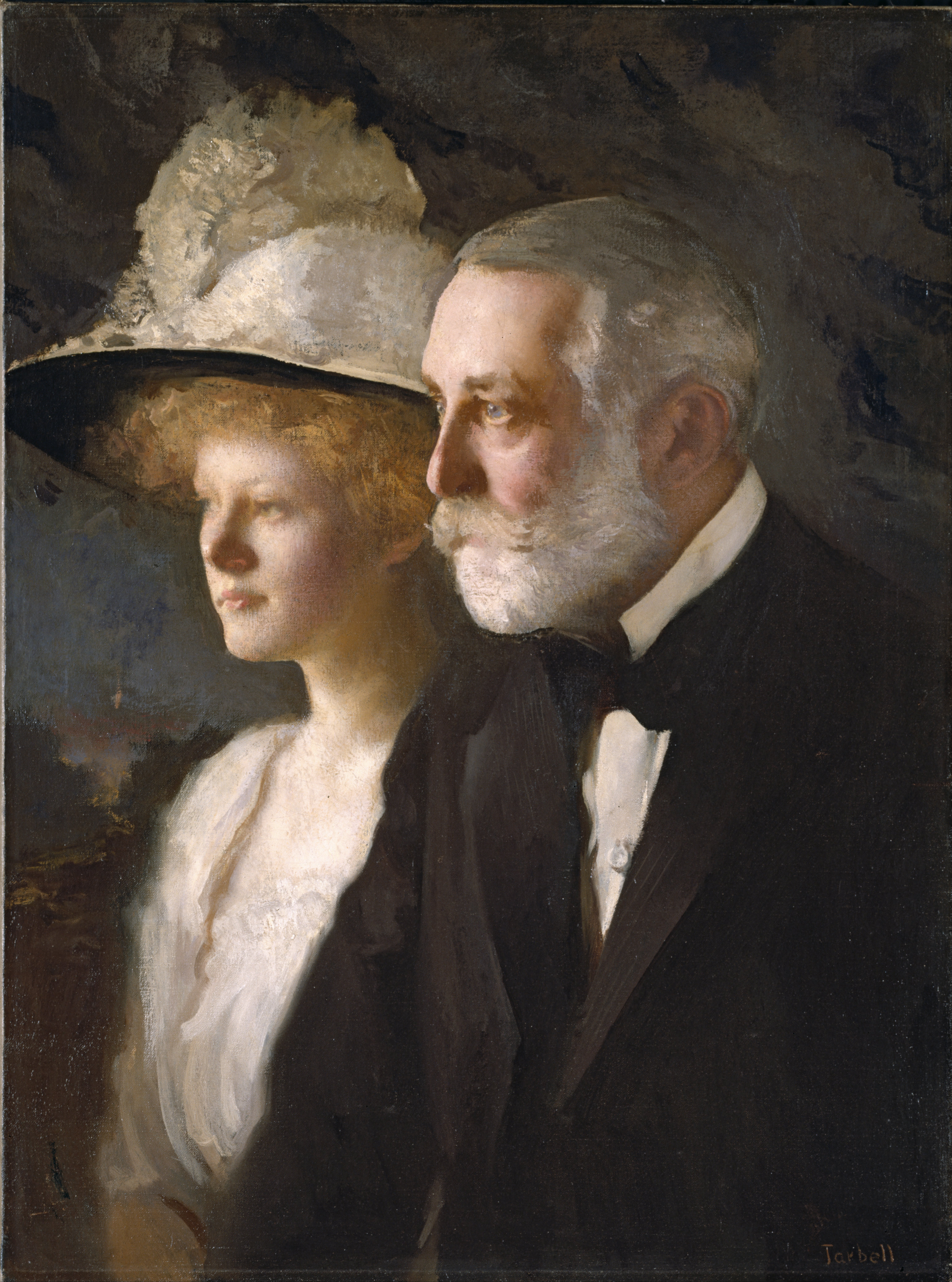
Henry Clay y su hija menor Helen Frick, que vivían en la casa (pintura de Edmund Charles Tarbell, c. 1910)

La casa está separada de la Quinta Avenida por un jardín elevado en el lado de la Quinta Avenida que tiene tres magnolios. La casa contaba con un patio interior.
La entrada para visitantes se encuentra en la calle 70. El vestíbulo de entrada tiene paredes de piedra revestidas de mármol y un techo tallado por los hermanos Piccirilli. La escalera de mármol con una intrincada balaustrada de metal forjado conduce al segundo piso, que era privado. La primera sala de la planta baja es la Sala Fragonard, llamada así por las grandes pinturas murales de Jean-Honoré Fragonard. La habitación está amueblada con muebles franceses del siglo XVIII y porcelana de Sèvres. La siguiente sala es la sala de estar con la biblioteca de arquitectura georgiana con paneles adyacentes. La galería oeste tiene 100 pies de largo. Aquí se colgaron algunas de las pinturas más importantes. Junto a ella se encuentra la Sala de Esmaltes. Junto a la West Gallery estaba la oficina de Henry Frick, que daba al patio. El decorador británico Charles Allom de White, Allom & Co. fue seleccionado para amueblar las habitaciones de la planta baja. El fabricante A. H. Davenport and Company proporcionó muebles y carpintería interior, telas, revestimientos de paredes y pinturas decorativas.
Con la excepción de la Sala Fragonard, la casa permaneció esencialmente sin cambios desde el momento de su construcción hasta 1931, año en que murió Adelaide Frick.
El segundo piso eran los apartamentos privados de la familia, como los dormitorios, el tocador de la señora Frick y Helen Frick, salas de estar, sala de desayunos, habitaciones y otras habitaciones. Charles Allom también amuebló las habitaciones del segundo piso, como la sala de desayunos y la sala de estar personal de Frick. El resto de las salas del segundo fueron decoradas por Elsie de Wolfe, a quien también se le encargó el equipamiento de la Sala de Recepción de Damas en el primer piso, que ahora es la Sala Boucher del museo.
Las habitaciones del tercer piso eran el cuarto de los sirvientes, que estaban ocupados por alrededor de 27 sirvientes. Estos también fueron decorados por Elsie de Wolfe. El segundo y tercer piso ahora son utilizados por el personal del museo y normalmente no son accesibles para el público en general.
El gran sótano era donde se ubicaban las áreas de cocina y servicio. Un ala contenía la sala de billar y la bolera. Estos espacios estaban decorados al estilo jacobino con techos ornamentados con correas. Durante la década de 1920 y principios de la de 1930, la Biblioteca de Referencia de Arte Frick se alojó aquí hasta que se mudaron a una nueva estructura al lado en 10 East 71st Street.

## En la cultura popular
Según Stan Lee, quien cocreó el equipo de superhéroes Vengadores, la casa fue el modelo para la Mansión de los Vengadores.